# 萌學園6復活之戰
《萌學園六復活之戰》，2014年台灣兒童劇，由李昂霖、林奕勳、劉書宏、阿本、彩虹、暉倪主演。2014年7月初開拍，8月9日於東森幼幼台播出，以每週一集形式播出。於同年的11月10號殺青。

## 播出時間

### 2014年首播
每週六播一集。
| 頻道       | 所在地 | 播映日期                             | 播出時間      |
| ---------- | ------ | ------------------------------------ | ------------- |
| 東森幼幼台 | 台灣   | 2014年8月9日週六 - 2014年12月20日    | 20:00 - 21:00 |
| 東森幼幼台 | 台灣   | 2014年8月10日星期日 - 2014年12月21日 | 12:00 - 13:00 |

### 2016年重播
每週六、日各播一集。
| 頻道       | 所在地 | 播映日期                                | 播出時間      |
| ---------- | ------ | --------------------------------------- | ------------- |
| 東森幼幼台 | 台灣   | 2016年5月21日週六 - 2016年7月24日星期日 | 20:00 - 21:00 |

## 萌騎士介紹
| 稱謂       | 駛卷使顏色 | 屬系             | 含義 |
| 奈亞公主   | 粉紅色     | 不限             | 無懼 |
| 幻之星     | 天藍色     | 超能力系         | 信任 |
| 智之星     | 金黃色     | 超能力系         | 智慧 |
| 炎之星     | 火紅色     | 自然系           | 勇敢 |
| 十之星     | 葉綠色     | 療癒系           | 犧牲 |
| 月之星     | 銀白色     | 自然系或超能力系 | 愛   |
| 蜜诺娃使者 | 橘黄色     | 不限             | 光明 |

## 劇情
本季因暗黑活動減少，所以側重於對人性刻畫。
新生阿肯為了追求夢中人－蘑朵而來到萌學園就讀，沒想到蘑朵竟煞到帥氣的學生會長爓王，讓阿肯覺得備受威脅。而夾在蘑朵和陶喜兒之間的爓王，開始感受到人紅的壓力。另一方面，傳奇英雄雷普在校內越來越受歡迎，連潼恩都對雷普另眼相看、心生崇拜，兩人越走越近，於第8集成為朋友。
萌學園即將迎接熱鬧的開學日，各路消息都暗示著帕主任即將擺脫代理校長的命運，取代到各地巡迴演講的羅博高校長，正式升任。而當各具特色的新生陸續報到，萌學園也開始出現一些奇怪的現象。就在眾人開學之際，電話亭突然鈴聲大響，跌出了滿身是傷的長老會密使－老兵大軍，他更帶來充滿疑點的訊息…「復活石」！？ (第1集)
大軍好不容易終於清醒，但沒想到他竟然失去短期記憶，完全不記得「復活石」是什麼，以及自己怎麼會到萌學園？
另一方面，校園發生師生失控的事件，造成學生與卜快老師之間的鴻溝加深，在此同時，還有神秘新生也悄悄現身…卜快老師使用的音樂盒藏在保健室的床下，被潼恩和艾瑞克找到交給帕主任。意外發現音樂盒的設定時間和同學失控時間完全符合。 (第2集)
神秘新生-諾蓓兒、時尚教主-普莉絲老師，相繼報到。另一方面，大軍的病症時好時壞，根本問不出重要情報。經連日的努力後，帕主任好不容易聯絡上長老會，老師們和萌騎士們因此得知「復活石」和「詛咒石」的存在，令人驚訝的是，這兩顆石頭，竟然和闇黑大帝的復活有關！？ (第3集)
大軍使出「千軍難買早知道」的分身在萌學園內四處搜索「復活石」，把校園搞得雞飛狗跳。 (第3集)
大甜甜為治療大軍而找來的救兵終於趕到，眾人一看，發現原來是當年的宜靜小護士回來了！而在地球學醫多年的她，如今早已是身懷各式醫療證照的Dr.宜靜！ (第4集)
大軍的療癒始終沒有進展，大甜甜決定到夸克諾找陶格長老治療大軍！ (第5集)
在Dr.宜靜的協助下，終於解決了大軍的分身失控事件。同時，諾蓓兒在學園內急尋黑手套，Dr.宜靜懷疑這是諾蓓兒與闇黑勢力勾結的證明？這只神秘的黑手套悄悄在學園內興風作浪，竟然危害到陶喜兒生命安全！？ (第6集)
神秘黑手套被證明是闇黑族的三大黑手套之一，諾蓓兒也因為黑手套遭到同學們的排擠。連謎亞星也懷疑諾蓓兒的身分，卻是最讓諾蓓兒感到傷心。在一旁觀察兩人互動的艾瑞克，似乎對諾蓓兒的真實身分有了答案？而卜快老師和傑西在帕主任的辦公室偷偷摸摸，究竟有什麼陰謀？ (第7~8集)
戰情室接收到緊急訊息，訊號來源是人在地球的十之星歐趴。由於訊號中斷，一直無法和歐趴取得連繫，萌騎士們都十分擔心夥伴十之星的安危。艾瑞克和謎亞星計劃前往地球尋找歐趴，這個計劃讓諾蓓兒有不詳的預感...。 (第8集)
預言書開口預言：「十之星即將殞落」，讓眾人憂心忡忡。雖然艾瑞克與猴塞雷隊長出發去尋找歐趴，卻也遲遲沒有傳回消息。五星分散，謎亞星不禁懷疑，近期內萌學園發生的混亂，五星因而一個個被支開，難道都是闇黑族為了攻擊萌學園，所設的詭計？(第9集)
預言書曾預言十之星即將殞落，但不久後歐趴卻回來了！究竟是預言書有問題？還是歐趴有問題呢？帕主任讓長期在闇黑族身邊做臥底的雷普也加入這次的任務！歐趴第一次見到雷普卻說曾經見過面，難到歐趴是闇黑族假冒的嗎？這下子萌騎士又會有怎樣的大困難等著他們呢？(第9集)
回到萌學園的歐趴會是闇黑族假冒的嗎？謎亞星的夢中歐趴居然有兩個究竟暗示什麼呢？還是歐趴根本還沒回到萌學園呢？萌學園裡有闇黑臥底,帕主任誓言要找出來！(第10集)
闇黑大帝即將復活，且傑西與卜快老師都急著找復活石究竟有何目的呢？闇黑大帝的復活究竟會給萌騎士怎樣的挑戰呢？
沒想到回到萌學園的歐趴是闇黑族的臥底，阿諾假扮歐趴急著找復活石，而且還說詛咒石在他手上，他利用一片透明的東西就想要找出復活石。(第11集)
檢查結果預言書沒有問題，於是艾瑞克與謎亞星等人，就想說可能是十之星有問題。(第12集)
諾蓓兒發現阿諾的秘密，並且還威脅他說要幫他做一些事情，此時謎亞星和艾瑞克說到這件事情要秘密的進行究竟是怎樣的事情呢？復活石又已經收到了炎之星與幻之星的魔法能量了，在這樣子下去闇黑大帝就會有可能復活。(第13集)
狄蜜莉從東萌來到總萌觀摩，遇到不受蘑朵注意而感到挫折的阿肯，所以就教導他「宇宙作戰策略史」(約法三章、不動如山、反客為主)，成功使蘑朵注意到阿肯，但此時，阿肯對於自己終究是喜歡狄蜜莉還是蘑朵已經陷入迷網，且蘑朵開始懷疑阿肯喜歡狄蜜莉而顯得有些吃醋。另一方面諾蓓兒被阿諾威脅拿雷繩丟到謎亞星身上，因為諾蓓兒猶豫該不該這麼做，所以遲遲沒有行動，受到阿諾的強力威脅，但之後她突然發現雷繩還留在穿堂，趕去時已不見蹤影......。（第14集）
復活石即將開啟，而且居然只差了月之星的魔法能量就能夠開啟，諾蓓兒不小心把雷繩丟不見卻又讓謎亞星撿到了，謎亞星也可能知道假阿諾假冒歐趴和諾蓓兒的秘密了，接著又會有怎樣的事情發生呢？（第15集）
眾人已經發現假歐趴的秘密了，而且諾蓓兒有可能騙阿諾說有靈魂奪取術的強大魔法。阿諾幫諾蓓兒與謎亞星解開了詛咒究竟是福是禍呢？艾瑞克與爓王發現了神秘空間，他們萌騎士能夠揭穿阿諾的秘密嗎？諾蓓兒與眾人說看見了蘑朵下詛咒對付陶喜兒，那又究竟是誰故意的呢？會是阿諾幹的好事嗎？
阿諾替謎亞星與諾蓓兒解開詛咒後，阿諾的所有行為被萌騎士與雷普發現了而歐趴也被救了出來，此時阿諾要逃跑 雷普攻擊過於猛烈導致於阿諾消失或死亡。（第16集）
得知陶喜兒的詛咒是被控制的蘑朵所造成的所以潼恩雷普再度請求帕主任把天誅鬼手借給爓王與蘑朵好解開阻咒。長老會說要請一位萌騎士護送詛咒石與復活石到長老會，可是居然沒想到闇黑武士攻擊潼恩並把詛咒石與復活石給搶走 (而此一幕也被為了逃債而躲起來的瑪堡看見)，難道闇黑大帝真的要復活了嗎？基於安全考量，帕主任 (實為普莉絲提示)宣布將學生們疏散萌學園。雷普得知潼恩被抓走後，打算不離開。（第17集）
陶喜兒詛咒解除回到萌學園，帕主任按普麗絲的旨意開啟萌學園防護網，闇黑將軍身份揭開，復活石是否被取出吸收五星能量?（第18集）
萌學園進入備戰狀態，復活石目前在闇黑族手中而詛咒石在普莉絲老師手中，雷普被闇黑大帝下咒後只要活著的一天詛咒隨時都會發作，萌騎士們已發現潼恩在地下水道並與猴塞雷一起闖進地下水道，而闇黑大帝已經要復活了
詛咒石已經被闇黑族搶走，詛咒石與復活石結合了而闇黑大帝再過一天一夜就即將復活，雷普一心想要闇黑大帝將他的詛咒解除，此時萬萬沒想到普莉絲老師竟然是長老會派來的特使。
闇黑族進攻萌學園，但身為闇黑將軍的雷普為何會跳出來保護潼恩呢？而闇黑大帝隨時會將雷普移除將軍的身分。(第19集)
萌騎士與奈亞公主成功的阻止闇黑大帝的復活，也將詛咒石與復活石成功的奪回，萌學園也恢復以往的和平，而卜快老師的發明還有待商確，萌騎士等人將雷普的事情通報長老會後 長老會願意再給雷普一次的機會讓雷普改過自新。(第20集)

## 道具
| 道具               | 說明 | 備註 |
| 太陽               | 萌學園的裝飾品，同時亦是校徽。 | |
| 駛卷使             | 是夸克族人的魔法力量， | 道具名字取於音譯「Strength」(力量)。 |
| 极光輻能           | 是极光族人的魔法力量， | 来源广泛，能量巨大。可造成幅能感染，危害也巨大。 |
| 魔術方塊           | 是謎亞星的特徵。 | |
| 溜溜球（悠悠球）   | 是诺蓓儿的特徵。 | |
| 魔法預言書         | 夸克版的预言书是夸克族的预言书，长期由夸克族使用的，主要是預言萌騎士的誕生和殞落（失去資格），也是結界監測系統。                                                     | 第9集預言十之星即將隕落。第12集预言复活石即将开启！ |
| 魔法留影盒         | 用于记录播放短时间的影像声音的盒子 | 畢程商行產品。 |
| 扣子               | 罗博高校长上衣的第二颗扣子，送给帕主任的当做礼物。 | 其实是罗博高校长的分身罗博斯的休眠形态！ |
| 洋娃娃             | 玩具洋娃娃，样子可爱。 | 眼睛在第2集时放红光，有着重要作用。是魔力美眉的休眠形态。 |
| 音乐盒             | 是卜快老师研制的一种魔法道具，用放音乐的方式来释放魔法。 | 释放的催眠魔法对担任过萌骑士的人不起作用。 |
| 復活石             | 可以讓闇黑大帝復活的關鍵道具，是闇黑大帝重要的復活元素。和诅咒石能量两者结合可以让闇黑大帝起死回生。可強化五星能量，但也會同時吸收                                   | 闇黑大帝復活的關鍵道具，重生之殿，注入復活能量 |
| 诅咒石             | 可以讓闇黑大帝復活的關鍵道具，是闇黑大帝重要的復活元素。和复活石能量两者结合可以让闇黑大帝起死回生。                                                                 | 闇黑大帝復活的關鍵道具，重生之殿，注入復活能量 |
| 心灵鑰匙           | 是卜快老师和傑西制作的魔法道具。 | 有多种版本，较低级的版本对大军使用过，终极进化版对着磨朵使用过。 |
| 黑手套（天誅鬼手） | 黑手套一共有3种，分别是，幕後黑手，勾魂心手，还有從諾蓓兒手上掉的下來被Dr.宜靜撿到的天誅鬼手。能力分別為控制、失憶和詛咒都是闇黑族的东西都需要闇黑魔法才能发动使用！ | 目前天誅鬼手的主人尚未找到。诺贝儿在第6集畫出黑手套尋找。据说掉在一個沒有水的星球（乾巴巴星球）。 |
| 格格不入N次櫃      | 不論放什麼東西進去後，不是本人都拿不出來。 | 卜快老師的發明之一。使用步骤：需要咒语前半段“吃葡萄不吐葡萄皮，不吃葡萄到吐葡萄皮”；开柜门，放入物品，关柜门，正着念咒语前半段再加“格格不入N次柜，收齐”开启柜子隐藏物品模式；倒着念咒语前半段再加“格格不入N次柜解除”，解除柜子隐藏物品模式，再次开柜门，拿出物品，关柜门！它的使用咒语是萌学园系列以来最拗口的咒语，除了它的发明人卜快老师和帕主任外，还没有其他人可以流畅的说出此物品的完整的使用咒语！ |
| 危機旗             | 可用作萌学园魔法考试的道具,考試內容為：你最不想面對的事 | 卜快老師的發明之一。唯一通過測試：雷普。失敗：磨朵、阿肯、潼恩、陶喜兒（出來之後傷心難過）在換爓王測試到一半時危機旗出現了故障！還需改進只能維持半天。尚未測試：艾瑞克、謎亞星、瑪堡 |
| 变身金叶           | 使用变身术进行变身时的重要道具。 | 与变身术配合使用，可以将自己变身成为为指定人物的替身。不过，头上还会出现两只小耳朵！ |
| 普莉絲6号香水      | 普莉絲老师老师亲自调制出的香水，据说可以消除使用变身术后产生的两只小耳朵！                                                                                           | 目前，只有普莉絲老师、欧趴，阿诺（冒牌欧趴）、爓王知道这种香水的用途！ |
| 靈石探針           | 卜快老師的發明之一，傑西使用這個找復活石。 | |
| 能量扫描仪         | 卜快老師的發明。 | 对着预言书使用过，需要24小时才能知道结果！ |
| 时光机（设计图）   | 卜快老师的又一项发明，用途不明，目前还只是一张设计图。 | 需要多种特殊材料，以及能量强大的复活石！ |
| 貪吃花             | 可以吃掉煩惱。只能用宇宙純淨水澆它，若用其他的水澆它會發生突變。 | 第12集猴塞雷拿一些貪吃花給阿肯他們。後阿諾使用具有闇黑能量的水澆它之後產生毒藤蔓。 |
| 地風影             | 外觀像一片透明塑膠葉子，若踩到它會產生假的闇黑氣息。 | 第11~12集阿諾使用它造成慌亂。 |
| 好感笔             | 外观非常漂亮的羽毛笔，被使用者用它写下名字的人对使用者本人会产生好感！                                                                                               | 第13集时，玛堡练习写自己名字时，差点使用“好感笔”写下自己的名字！第14集阿肯用好感筆寫了很多蘑朵的名字，但都未成功而感到沮喪。 |
| 雷绳               | 闇黑族製作的道具。 | 第14集时，假欧趴-阿诺要諾蓓兒将此物“丢给”谜亚星！後被謎亞星撿到並使用了讀心術。 |
| 披風               | 普莉絲老師送給帕主任的披風 | 瞞天過海，浮上檯面。 |
| 索雷伊聖劍         | 萌騎士及奈亞公主打敗闇黑大帝的重要道具。 | 五星合力 索雷伊聖劍 能量極限 徹底消滅 闇黑勢力 五星合體 聖劍無敵 日照大地 聖輝無垠 |

## 地點
| 地點         | 說明                                                                         | 備註 |
| 萌學園       | 所有夸克族學生學校。                                                         | 有分東.南.西.北.總萌。 |
| 總萌         | 萌學園總校(本劇場景所在地)。                                                 | |
| 北萌         | 萌學園北方分校。                                                             | 歐趴駛卷使耗竭症發作時被帶到此處治療。歐莉安待的學校。本季第3集艾瑞克说道，阴森老师在处教课。                                                                      |
| 南萌         | 萌學園南方分校。                                                             | 羅博高教授（校長）、潼恩、 無言原本待的學校。 |
| 東萌         | 萌學園東方分校。                                                             | 歐趴（歐思麥趴）和司徒朗原本待的學校，狄蜜莉和思若冰現在待的學校。                                                                                                 |
| 西萌         | 萌學園西方分校。                                                             | 歐斯蓋達長老(校長)和爓王原本待的學校，維多利亞在此處進修。 |
| 電話亭       | 萌學園唯一入口，進來要按學號，會自己移動。現今主要為萌學園和夸特諾的連結通道 | 这个重要的连接点在1集时，有人从里面出来时，总是冒黑烟，疑似出故障。2集时经过检查后，并没有发现故障，可以正常使用。                                                 |
| 辦公室       | 所有老師休息和聊天的地方。                                                   | |
| 教室         | 所有學生上課的地方，分理科和術科。                                           | |
| 魔法練習場   | 所有人練習魔法的場所。                                                       | |
| 校長室       | 校長休息的地方，魔法預言書放置於此。                                         | |
| 保健室       | 是學生與老師的醫院                                                           | 本季1集时，大军因受到魔法高强的神秘人的攻击受重伤，在此接受短暂的疗癒。这里第4集时被发现有魔幻空间！                                                               |
| 魔幻空间     | 出现在保健室的魔幻空间，制造者不详。                                         | 重伤未愈大军曾在这里释放魔法千军难买早知道，所产生的能量不稳定的分身扰乱萌学园。第4集时被艾瑞克发现，并被谜亚星的真心术破坏。                                      |
| 希絲娜廣場   | 是萌學園學生聚會的場所之一，有一座希絲娜女神的雕塑在此。                     | 是为了纪念夸克族最伟大的科学家，萌学园的创立者—希斯娜！以她的名字“希斯娜”命名的广场！                                                                              |
| 學生男生宿舍 | 所有萌學園學生的男生的宿舍。                                                 | 禁止女生同學進入。这里被阿诺（冒牌欧趴）制造出隐形空间，用于藏匿诅咒石与关有欧趴的水晶球。                                                                         |
| 學生女生宿舍 | 所有萌學園學生的女生的宿舍。                                                 | 禁止男生同學進入。第三集時大軍闖入此處。 |
| 老師男生宿舍 | 所有萌學園老師的男生的宿舍。                                                 | 禁止女生老師.同學進入。 |
| 老師女生宿舍 | 所有萌學園老師的女生的宿舍。                                                 | 禁止男生老師.同學進入。 |
| 戰情室       | 具有監控、警示…等功能。                                                      | |
| 夸特諾基地   | 萌學園在地球的基地。                                                         | 大甜甜老师带着大军到这里找陶格去疗癒大军。并且是陶喜儿的家。 |
| 清潔溜溜公司 | 極光族開設的公司，清潔用途。裡面的大地圖密室內存放著許多東西。               | 本季不出現 |
| 穿堂         | 萌學園的穿堂。                                                               | |
| 校史室       | 每學期都會換地方。                                                           | 只有會長.隊長.老師層級以上人物才會發現隱藏處。 |
| 大禮堂       | 萌学园的大礼堂                                                               | 萌学园有许多重要的活动都在这里举办。 |
| 圖書館       | 萌学园的图书馆                                                               | 萌学园的学生看书的地方。第2集时，阿肯故意在这里讲鬼故事，吓唬住了不少同学！                                                                                        |
| 地下水道     | 萌學園的禁地                                                                 | 第三季闇黑族為搶奪海地司失而攻擊萌學園，失敗後被趕入此地，並被五芒星魔法陣封印，後於第四季為救奈亞公主而解封，本季則是復活闇黑大帝的地方，潼恩在第19集被綁入此地。 |

## 電視劇歌曲
| 曲別   | 歌名                                      | 作詞            | 作曲            | 錄音     | 演唱者   |
| 片头曲 | 魔法禁区                                  | 林思            | 林思            | 林思     | 林思     |
| 片尾曲 | 我不要很浪漫 （2014年第1－2集、2016年全） | 晖倪            | 晖倪            | jerry.c  | 魏暉倪   |
| 片尾曲 | 卡樂世界 Color World （2014年第3－20集）  | 黃牛 （黃少谷） | 黃牛 （黃少谷） | 強辯樂團 | 強辯樂團 |

## 節目內容與收視率
| 首次播映日期   | 集數       | 標題             | 收視率 |
| -------------- | ---------- | ---------------- | ------ |
| 2014年8月9日   | 1          | 帕主任的悲喜曲   | 1.55   |
| 2014年8月16日  | 2          | 萌學園有鬼！？   | 1.42   |
| 2014年8月23日  | 3          | 千軍萬馬找不到   | 1.32   |
| 2014年8月30日  | 4          | 誰是小偷         | 1.52   |
| 2014年9月6日   | 5          | 危機旗的考驗     | 1.63   |
| 2014年9月13日  | 6          | 黑手套的秘密     | 1.49   |
| 2014年9月20日  | 7          | 諾蓓兒之謎       | 1.24   |
| 2014年9月27日  | 8          | 卜快的野心       | 1.39   |
| 2014年10月4日  | 9          | 歐趴歸來         | 1.19   |
| 2014年10月11日 | 10         | 預言書失準       | 1.39   |
| 2014年10月18日 | 11         | 暗中監視卜快老師 | 1.56   |
| 2014年10月25日 | 12         | 復活石的開啟     | 1.67   |
| 2014年11月1日  | 13         | 發現假歐趴的秘密 | 1.54   |
| 2014年11月8日  | 14         | 狄蜜莉報到       | 1.78   |
| 2014年11月15日 | 15         | 復活石即將開啟   | 1.52   |
| 2014年11月22日 | 16         | 歐趴是闇黑使者   | 1.83   |
| 2014年11月29日 | 17         | 月之星面臨危機   | 1.55   |
| 2014年12月6日  | 18         | 雷普的真實身分   | 1.86   |
| 2014年12月13日 | 19         | 闇黑大帝的復活   | 1.75   |
| 2014年12月20日 | 20         | 復活之戰         | 1.94   |
| 平均收視率     | 平均收視率 | 平均收視率       | 1.56   |

## 作品變遷
| 東森幼幼台 週六 20:00 - 21:00                    | 東森幼幼台 週六 20:00 - 21:00                    | 東森幼幼台 週六 20:00 - 21:00 |
| ------------------------------------------------ | ------------------------------------------------ | ----------------------------- |
|                                                  | 萌學園6復活之戰 （2014年8月9日－2014年12月20日） |                               |
| 萌學園五異界對決 （2013年6月29日-2014年1月11日） | -                                                |                               |
| 東森幼幼台 週六、日 20:00 - 21:00                |                                                  |                               |
| -                                                | 萌學園6復活之戰 （2016年5月21日－2016年7月24日） | -                             |

## 外部連結
- 萌學園官網 （页面存档备份，存于）
- 萌學園官方的Facebook專頁
- YouTube上的萌學園官方頻道